# Norosí
Norosí est une municipalité située dans le département de Bolívar, en Colombie. Jusqu'en 2007, Norosí a été considérée comme étant un corregimiento de la municipalité de Río Viejo, avant d'obtenir le grade de municipalité.